# FLCL
FLCL (フリクリ?, Furi Kuri, pronunciato anche Fooly Cooly) è un OAV del 2000 di sei episodi realizzato dagli studi Gainax e Production I.G.
FLCL è stato lanciato dallo slogan «The new digital animation» perché la Gainax intendeva con questa breve serie animata realizzare un precedente di alta qualità nel campo delle nuove tecnologie informatiche (computer grafica) applicate all'animazione tradizionale (disegno a mano). Il risultato è un'opera caratterizzata da uno svolgimento volontariamente nonsense e un'estrema cura per la grafica e il dettaglio.
L'idea per il titolo è di Kazuya Tsurumaki e viene da un CD in una rivista musicale intitolato Fooly-Cooly.
Realizzata da uno staff di alto profilo, la serie segna il debutto alla regia generale di Kazuya Tsurumaki, mentre la sceneggiatura è affidata a Yōji Enokido (noto per Neon Genesis Evangelion, Sailor Moon e La rivoluzione di Utena) ed il character design è di Yoshiyuki Sadamoto (Neon Genesis Evangelion, Nadia - Il mistero della pietra azzurra).
In Giappone è stato pubblicato in sei DVD tra il 26 aprile 2000 e il 16 marzo 2001; in Italia FLCL è stato pubblicato da Dynit in 3 DVD usciti nel 2005; negli Stati Uniti è stato trasmesso su Cartoon Network a partire dal 5 agosto 2003.
Il 24 marzo 2016 è stato annunciato il prosieguo di FLCL con 12 episodi divisi in 2 serie. Durante l'Anime Expo 2017 sono stati annunciati i membri del cast e la distribuzione è avvenuta nei cinema giapponesi, rispettivamente il 7 settembre 2018 per FLCL Alternative ed il 28 dello stesso mese per FLCL Progressive.

## Trama
A bordo di una Vespa gialla una giovane ragazza dai capelli rosa, Haruko, travolge letteralmente il protagonista della storia, Naota, uno studente delle elementari, e dopo averlo miracolosamente rianimato lo colpisce violentemente in testa col suo basso elettrico mancino Rickenbacker 4003. Dalla fronte del ragazzo spunterà, proprio a causa di quest'ultima botta, una strana protuberanza a cui Haruko sarà tanto interessata da insediarsi in casa di Naota facendosi assumere come domestica dal padre.
Naota ha però ben altri problemi a cui pensare: oltre a dover nascondere il "bernoccolo", ormai eccessivamente grande, ai suoi compagni di classe, deve far fronte alle avances di Mamimi il cui ragazzo, fratello maggiore di Naota, è partito per l'America in cerca di successo col baseball. Sarà proprio quel bernoccolo a complicargli la vita, episodio dopo episodio dalla testa di Naota usciranno macchine sempre più stravaganti, più o meno antropomorfe, in grado di creare grande scompiglio nella tranquilla cittadina di Mabase, tutto ciò grazie a una misteriosa capacità chiamata "N.O."; grazie a questo potere, innescato dalla differenza dei processi cerebrali tra emisfero destro e emisfero sinistro, è possibile richiamare oggetti di qualunque genere da ogni parte dell'universo grazie a un portale interdimensionale che si forma all'interno della testa del portatore.
Dal bernoccolo di prima appare un androide con uno schermo al posto della testa, Canti, l'unico robot abbastanza docile da riuscire ad obbedire a Naota e alla sua famiglia che, infatti, lo impiegherà nelle piccole commissioni e nei lavori domestici più disparati. Sarà Canti ad apparire come obiettivo degli altri robot che, uno dopo l'altro, cercheranno di contrastarlo con qualsiasi mezzo: egli rappresenta, infatti, una minaccia per la Medical Meccanica poiché, assorbendo Naota, è in grado di ottenere una forza straordinaria. Ma anche Haruko è interessata a questo enorme potere: armata del suo micidiale basso elettrico cercherà di proteggere il prezioso Canti, e non ha intenzione di smettere di combattere fino a che non si sarà riappropriata di ciò che la Medical Meccanica le ha rubato, Atomsk, il mitico Re dei Pirati, un essere il cui N.O. è tanto grande da permettergli di rubare interi pianeti.

## Personaggi

Naota e Mamimi

Naota Nandaba (ナンダバ ナオ太?, Nandaba Naota)
Il protagonista. 12 anni, vive con il padre e il nonno, suo fratello è andato in America a giocare a baseball. È il miglior amico di Mamimi, la fidanzata del fratello, amicizia che a volte sembra qualcosa di più. È convinto che nella sua città non succeda nulla e continua a ripeterlo anche dopo l'avvio degli strani avvenimenti che gli ruotano intorno. La sua testa è particolarmente utile ai fini di Haruko.

Tasuku Nandaba (ナンダバ タスク?, Nandaba Tasuku)
Fratello di Naota, ha 17 anni, fidanzato di Mamimi, è partito per gli Stati Uniti per giocare a baseball. Viene preso come modello e riferimento dal fratello minore.
Kamon Nandaba (ナンダバ カモン?, Nandaba Kamon)
Padre di Naota. Vive col figlio e col proprio padre Shigekuni, che probabilmente aiutava nel portare avanti il panificio. Un tempo era un editore per una rivista ma attualmente lavora solo nel suo stesso giornale tabloid dal titolo "Come on Mabase" (notare il gioco di parole tra il suo nome, Kamon, e la pronuncia di "come on") in cui spettegola a proposito degli avvenimenti della città, come ad esempio i rapporti tra il sindaco e la Medical Meccanica. Possiede una vasta cultura in fatto di anime e nei suoi discorsi sconclusionati cita, tra gli altri, Gundam e Lupin III. Ha un'automobile Citroën GS.
Mamimi Samejima (サメジマ マミ美?, Samejima Mamimi)
Ragazza di Nandaba Tasuku e amica di Naota. Alcune volte non può fare a meno di baciare e abbracciare il ragazzino in mancanza del fratello di questo di cui è innamorata. È ritenuta strana dagli amici di Naota per la sua ossessione verso il protagonista. Crede che Canti sia un Dio e per questo rimane particolarmente impressionata quando sa che Naota lo "pilota".
Haruko Haruhara (ハルハラ ハル子?, Haruhara Haruko)/Haruha Raharu (ハルハ・ラハル?)
Dice di essere un'aliena. Colpisce tutto e tutti con la sua Vespa e il suo basso. Trova che Naota sia particolarmente portato per la sua missione. A volte è molto dolce con il piccolo protagonista, mentre la maggior parte delle volte sembra completamente pazza e violenta. Viene chiamata Haruha Raharu da Amarao.
Canti (カンチ?, Kanchi)
Un robot della Medical Meccanica uscito dalla testa di Naota. Quando Naota entra in lui il simbolo di Atomsk appare sulla sua testa-monitor (in realtà si tratta di un kanji corrotto che originariamente doveva essere la parola "adulto"). Quando Haruko lo colpisce in testa diventa servizievole e si unisce alla famiglia di Naota.
Amarao (アマラオ?)
È il comandante del dipartimento per l'immigrazione interstellare. Il suo lavoro consiste principalmente nel tenere il pianeta all'oscuro dell'esistenza di alieni e di complotti galattici, inoltre cerca di evitare che la Medical Meccanica o Haruko distruggano la Terra. Sembra che in gioventù abbia avuto con Haruko un rapporto simile a quello che lei ha ora con Naota: anch'egli infatti possiede la capacità di sviluppare un N.O. ma essendo questo molto limitato è stato brutalmente abbandonato. Vedendo Naota si riconosce in lui e gli consiglia di stare lontano dalla ragazza. Indossa delle vistose sopracciglia finte che tengono effettivamente chiuso l'N.O. e che, nelle sue intenzioni, dovrebbero renderlo più macho. Guida uno scooter Fuji Rabbit. La sua assistente è la tenente Kitsurubami che si vede più volte alla guida di una Fiat 126.
Eri Ninamori (ニナモリ エリ?, Ninamori Eri)
Figlia del sindaco di Mabase e compagna di classe di Naota, ricopre il ruolo di capoclasse. Ha un comportamento molto educato e maturo, inoltre nasconde un interesse per il ragazzo protagonista della serie e cerca di infrangere le regole per stargli vicino. La sua famiglia è benestante ma i suoi genitori sono quasi sul punto di divorziare, i giornalisti assediano casa sua per scrivere articoli scandalistici. Ha molto interesse per la buona riuscita della recita scolastica.
Atomsk (アトムスク?, Atomusuku)
Conosciuto anche come "Re dei Pirati" (海賊王?, Kaizoku-ō), è un personaggio enigmatico e apparentemente il più potente "pirata spaziale" della galassia. Il suo aspetto fisico è quella di una creatura simile alla Fenice. Atomsk prende il nome da un racconto di Cordwainer Smith, il regista ha affermato che non sa in realtà come debba essere pronunciato.

## Media

### Anime
L'anime, frutto di una collaborazione tra gli studi Gainax e Production I.G., fu diretto da Kazuya Tsurumaki. In Giappone la serie, composta dai sei episodi, venne pubblicata per la prima volta in home video dal 26 aprile 2000 al 16 marzo 2001.
Il 24 marzo 2016 è stato annunciato il prosieguo di FLCL con 12 episodi divisi in 2 serie. Durante l'Anime Expo 2017 sono stati annunciati i membri del cast e la distribuzione è avvenuta nei cinema giapponesi, rispettivamente il 7 settembre 2018 per FLCL Alternative ed il 28 dello stesso mese per FLCL Progressive.
In Italia fu distribuita la prima serie edita da Dynit in 3 DVD distribuiti dal 13 maggio al 26 agosto 2005. Inoltre, il solo primo episodio fu trasmesso su MTV durante l'Anime Week l'11 settembre 2005.

#### Colonna sonora
Caratterizzata dai ritmi J-pop e J-rock dei the pillows, la colonna sonora di FLCL rappresenta una novità assoluta nel mondo degli anime. È infatti formata da brani per lo più cantati ed è stata composta quasi autonomamente dalle sequenze video. È contraddistinta da uno stile giovanile e frizzante, largamente apprezzato dai giovani giapponesi. Ha contribuito ad aumentare la popolarità dei the pillows in tutto il mondo.
Inizialmente il gruppo musicale non era interessato a far usare la propria musica per un anime ma successivamente hanno riconosciuto l'importanza che ha avuto FLCL per loro in termini di popolarità.
Sono stati pubblicati vari album contenenti la colonna sonora di FLCL. Il primo di questi, FLCL No.1 Addict (フリクリNo.1 アディクト?) (raccolta delle musiche degli episodi 1-3), uscì nel 2000. Successivamente venne distribuito FLCL No.2 Kaizoku ō (フリクリNo.2 海賊王?) (episodi 4-6 e alcune parti recitate in drama) nel 2001. A distanza di alcuni anni, nel 2005 arrivò FLCL No.3 (フリクリNo.3?); compilation delle prime due raccolte musicali contenente solo musica dei the pillows, pubblicata in contemporanea anche negli Stati Uniti d'America. Nel 2018, in occasione dell'uscita dei due film, fu lanciato sul mercato FooL on CooL generation (フールオンクールジェネレーション?), raccolta dei brani dei the pillows presenti in Progressive e Alternative.

#### Doppiaggio
| Personaggio   | Doppiatore originale                                                                      | Doppiatore italiano |
| ------------- | ----------------------------------------------------------------------------------------- | ------------------- |
| Naota         | Jun Mizuki                                                                                | Davide Perino       |
| Haruko/Haruha | Mayumi Shintani (OAV e Alternative) Megumi Hayashibara (Progressive) Sakiko Uran (Grunge) | Laura Latini (OAV)  |
| Mamimi        | Izumi Kasagi                                                                              | Letizia Scifoni     |
| Kamon         | Suzuki Matsuo                                                                             | Vittorio Guerrieri  |
| Shingekuni    | Hiroshi Ito                                                                               | Vittorio Congia     |
| Eri           | Mika Itō                                                                                  | Veronica Puccio     |
| Masashi       | Kazuhito Suzuki                                                                           | Simone Crisari      |
| Gaku          | Akira Miyashima                                                                           | Alessio De Filippis |
| Amarao        | Kouji Ohkura                                                                              | Massimo De Ambrosis |
| Kitsurubami   | Chiemi Chiba                                                                              | Ilaria Latini       |

### Manga

Logo originale della serie

Il manga di FLCL è stato realizzato solo successivamente alla serie, nel 2000, dall'autrice Hajime Ueda, mangaka semiprofessionista che prima di FLCL si era occupata solo di dōjinshi. Lo stile di disegno e narrazione è del tutto diverso dall'anime, il che rende il fumetto un prodotto fruibile a sé.
In Italia è stato pubblicato da Play Press in due volumi usciti nel febbraio e nel maggio 2003; l'edizione è editorialmente molto fedele all'originale, con sovraccopertina in cartoncino leggero e illustrazioni iniziali a colori come in originale (cosa non troppo usuale nelle edizioni italiane dei manga).
L'autrice, anche famosa per le sue sculture, ha realizzato dei modellini dei personaggi di FLCL che sono stati stampati nei due volumi per accompagnare le descrizioni dei personaggi: nel primo volume abbiamo Canti che esce dalla fronte di Naota, Haruko, Mamimi con in braccio MyuMyu e Ninamori; sotto la sovraccopertina vi è invece una stampa in tonalità rosa (colore predominante della cover) modellino delle gambe di Naota che escono da terreno, riproduzione di una scena del manga. Nel secondo volume invece vi sono unicamente i modellini di Kamon, Shigekuni e Mamimi di schiena; sotto la sovraccoperta abbiamo stavolta una stampa di Ninamori con relativo robot in tonalità verdi, ancora una volta colore dominante di copertina.
La cosa che più colpisce dell'opera è sicuramente lo stile di disegno, completamente diverso da quello pulito ed elegante dell'anime: i personaggi sono caricaturali, graficamente minimali, praticamente solo abbozzati. Spesso a causa dei disegni confusi, ma anche dei dialoghi piuttosto criptici, la comprensione della storia sfugge al lettore, proseguendo il senso di nonsense ed ermeticità presente anche nel cartone animato.

#### Volumi
| Nº | Data di prima pubblicazione | Data di prima pubblicazione | Data di prima pubblicazione |
| Nº | Giapponese                  | Giapponese                  | Italiano                    |
| -- | --------------------------- | --------------------------- | --------------------------- |
| 1  | 20 ottobre 2000             | ISBN 4-06-349034-3          | 27 febbraio 2003            |
| 2  | 21 agosto 2001              | ISBN 4-06-349062-9          | 30 maggio 2003              |

### Romanzi
Dalla serie è stato anche tratto un romanzo in tre parti scritto dallo sceneggiatore dell'anime Yoji Enokido.
| Nº | Data di prima pubblicazione | Data di prima pubblicazione | Data di prima pubblicazione |
| Nº | Giapponese                  | Giapponese                  |                             |
| -- | --------------------------- | --------------------------- | --------------------------- |
| 1  | giugno 2000                 | ISBN 4-04-423601-1          |                             |
| 2  | ottobre 2000                | ISBN 4-04-423602-X          |                             |
| 3  | marzo 2001                  | ISBN 4-04-423603-8          |                             |